# Patrick Steptoe

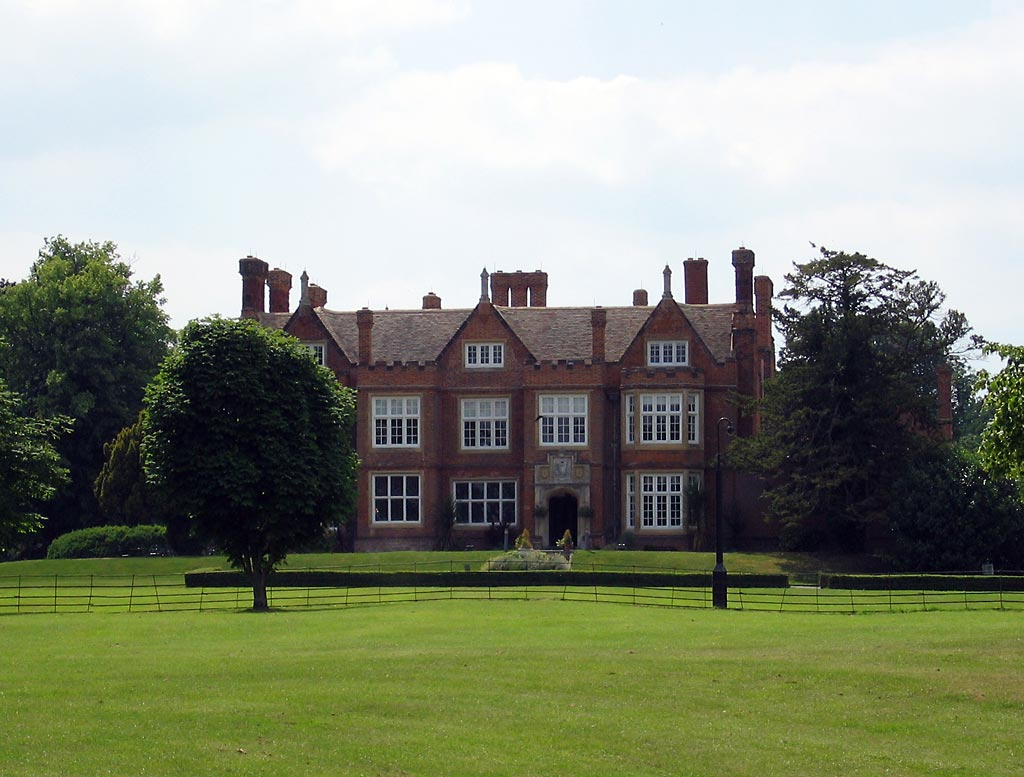
Clínica Bourn Hall

Patrick Christopher Steptoe CBE FRS (Oxford, 9 de junho de 1913 - Cantuária, 21 de março de 1988) foi um obstetra e ginecologista inglês e pioneiro no tratamento de fertilidade.

## Carreira
Steptoe foi responsável com o biólogo e fisiologista Robert Edwards e a enfermeira Jean Purdy pelo desenvolvimento da fertilização in vitro. Louise Joy Brown, o primeiro bebê de proveta, nasceu em 25 de julho de 1978. Edwards recebeu o Prêmio Nobel de Fisiologia ou Medicina de 2010 por seu trabalho no desenvolvimento da fertilização in vitro; Steptoe não foi elegível para consideração porque o Prêmio Nobel não é concedido postumamente.